# 1375 هـ
1375 هـ هي سنة في التقويم الهجري امتدت مقابلةً في التقويم الميلادي بين سنتي 1955 و1956.

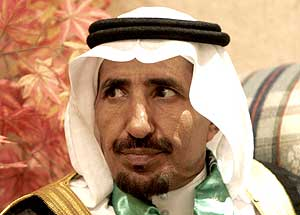
مخلف الشمري

## أحداث
- 2 ربيع الثاني — المغرب يعلن عن استقلاله عن فرنسا.
- 4 جمادى الآخرة — إعدام زعيم منظمة فدائيو الإسلام الإيرانية مجتبى نواب صفوي رميًا بالرصاص بسبب معارضته لشاه إيران رضا بهلوي.
- 19 رجب — فرنسا تعترف رسميا باستقلال المغرب.

## مواليد
- أبو إسحاق الحويني
- أحمد عبد الغفور السامرائي
- أسامة خياط
- سفر الحوالي
- عبد الله الصيخان
- حسان رشاد زبيدي
- حمود مبرك العازمي
- إبراهيم بن محمد الزيد
- حسن حردان الأنباري
- سعد الحجري
- فيصل الجزاف
- عابد البلادي
- عبد الرحمن العشماوي
- علي آل محسن
- علي خازم
- محمد خالد الخضر
- مازن عبد الرزاق محمد صالح بليلة
- محمد حسين يعقوب
- مخلف الشمري

## وفيات
- الشاه محمد حليم عطا
- جورج جراف
- جورج سارتون
- سليمان بن عبد الرحمن العمري
- عبد الوهاب خلاف
- علي أكبر دهخدا
- كارل بروكلمان
- محمد حسن المظفر
- محمد شكري الأسطواني
- إسماعيل بن مبيريك الغانمي

### جمادى الآخرة
- 4 جمادى الآخرة - إعدام مجتبى نواب صفوي رجل دين شيعي وزعيم منظمة فدائيو الإسلام الإيرانية.